# Soisalo
Soisalo je ostrov na jezerní soustavě Iso-Kalla ve východním Finsku, 50 km od města Kuopio. Je obklopen jezery Kallavesi, Suvasvesi, Kermajärvi, Ruokovesi, Haukivesi a Unnukka a má rozlohu 1 638 km². Je největším ostrovem Finska a také největším vnitrozemským ostrovem celé Evropy. Tento primát ale bývá zpochybňován s tím, že Soisalo nesplňuje striktní definici ostrova, protože jednotlivá jezera propojená úzkými průlivy, která ho oddělují od okolní souše, neleží v jedné rovině, ale je mezi nimi až šestimetrový rozdíl v nadmořské výšce.